# Bischof (Familienname)
Bischof ist ein deutschsprachiger Familienname.

## Namensträger

### A
- Adam Bischof (1915–?), österreichischer Hockeyspieler
- Alexis Bischof (1857–1922), deutscher Industrieller
- Alfred Schulz-Bischof (1891–nach 1971), deutscher Wohnungsbaufunktionär
- Alois Bischof (Turner) (1929–2011), Schweizer Kunstturner
- Alois Bischof (Journalist) (1951–2015), Schweizer Journalist, Autor und Fotograf
- Andrea Bischof (* 1963), österreichische Malerin
- Anton Bischof (1877–1962), deutscher Maler
- August Bischof (1889–1979), deutscher Glaskünstler

### B
- Benno Bischof (1876–1959), österreichischer Bildhauer und Fachschulleiter

### C
- Carl Bischof (1812–1884), deutscher Hüttenmann
- Christian Bischof (* 1960), deutscher Mathematiker, Informatiker und Hochschullehrer

### D
- Doris Bischof-Köhler (* 1936), deutsche Psychologin

### E
- Egon Bischof (1939–2016), deutscher Fußballspieler,
- Eric Bischof, deutscher Politiker (Volt)
- Erich A. Bischof (1899–1990), deutscher Grafiker
- Ernst Bischof (1948–2017), österreichischer Maler und Bildhauer
- Erwin Bischof (1940–2015), Schweizer Unternehmensberater und Politiker (FDP)

### F
- Frank-Peter Bischof (* 1954), deutscher Kanute
- Franz Bischof (Chemiker) (* 1961), deutscher Chemieingenieur und Hochschullehrer
- Franz Xaver Bischof (* 1955), Schweizer Theologe
- Friedrich Bischof (1891–1941), deutscher Chemiker
- Fritz Bischof (* 1951), deutscher Wirtschaftsmanager

### G
- Gerald Bischof (* 1960), österreichischer Kommunalpolitiker (SPÖ)
- Gerd Bischof (* 1953), deutscher Brigadegeneral
- Gottfried Bischof (um 1619–1688), deutscher Prämonstratenser
- Gottlieb Wilhelm Bischoff (1797–1854), deutscher Botaniker und Hochschullehrer
- Günter Bischof (* 1953), österreichisch-amerikanischer Historiker und Hochschullehrer

### H
- Hans Bischof (Politiker) (1899–1974), österreichischer Politiker (ÖVP)
- Hans-Joachim Bischof (* 1946), deutscher Verhaltensforscher (Universität Bielefeld)
- Hans Ludwig Bischof (1930–2010), deutscher Mediziner
- Hans-Peter Bischof (* 1947), österreichischer Politiker (ÖVP)
- Hardi Bischof (* 1957), Schweizer Politiker (SD)
- Heinz Bischof (Pseudonym Günther Imm; 1923–2020), deutscher Lehrer und Heimatschriftsteller
- Hermann Bischof (* 1954), österreichischer Automobilrennfahrer
- Horst Bischof (* 1967), österreichischer Informatiker und Hochschullehrer
- Hugo Bischof (1892–1971), deutscher Politiker (KPD)

### I
- Ingo Bischof (1951–2019), deutscher Musiker

### J
- Jannis Bischof (* 1978), deutscher Wirtschaftswissenschaftler und Hochschullehrer
- Joachim Bischof (* 1945), deutscher Violoncellist
- Josef Bischof (1885/1889–1973), deutscher Architekt
- Julie Bischof (1921–2006), österreichische Politikerin (SPÖ), steirische Landtagsabgeordnete
- Jürgen Bischof (Turner) (* 1941), deutscher Turner
- Jürgen Bischof (Wirtschaftswissenschaftler) (* 1968), deutscher Wirtschaftswissenschaftler und Hochschullehrer

### K
- Kai Bischof (* um 1970), deutscher Biologe und Hochschullehrer
- Karl Bischof (1812–1884), deutscher Hüttenmann, siehe Carl Bischof
- Karl Bischof (Fotograf) (1895–1966), Schweizer Fotograf
- Karl Gustav Bischof (1792–1870), deutscher Geologe
- Kolumban Bischof (1674–1740), Bibliothekar des Klosters St. Gallen
- Kurt Bischof (1929–2009), deutscher Glaskünstler

### L
- Lea Bischof (1936–2007), Schweizer Jazzsängerin
- Leopold Bischof (1916–2012), österreichischer Arzt
- Linde Bischof (* 1945), deutsche Malerin und Grafikerin

### M
- Manfred Bischof (* 1973), liechtensteinisch-österreichischer Politiker (FBP)
- Marco Bischof (* 1947), Schweizer Autor
- Martina Bischof (* 1957), deutsche Kanutin
- Max Bischof (Bildhauer) (1918–2005), Schweizer Bildhauer
- Max Georg Bischof (1898–1980 oder 1985), österreichischer Bankier

### N
- Nathalie Bischof (* 1979), deutsche Fußballspielerin
- Noah Bischof (* 2002), österreichischer Fußballspieler
- Norbert Bischof (* 1930), deutscher Psychologe

### O
- Ole Bischof (* 1979), deutscher Judoka
- Oliver Bischof (* 1969), österreichischer Künstler
- Otto Bischof (1904–1978), deutscher Politiker (CDU)

### P
- Paul Bischof (* 1945), Schweizer Endokrinologe, Reproduktionsmediziner und Hochschullehrer
- Peter Bischof (um 1430–nach 1480), deutscher Baumeister und Bildhauer
- Peter Bischof (Maler) (1934–2021), österreichischer Maler
- Philipp Bischof (vor 1484–1535), Bürgermeister von Danzig
- Pirmin Bischof (* 1959), Schweizer Rechtsanwalt und Politiker (CVP)

### R
- Rainer Bischof (* 1947), österreichischer Komponist und Musikmanager
- Rita Bischof (* 1948), deutsche Philosophin und Autorin
- Roland Bischof (* 1965), deutscher Unternehmer
- Rolf Bischof (* 1952), Schweizer Sänger (Tenor), Komponist, Chorleiter und -gründer
- Rosellina Burri-Bischof (1925–1986), Schweizer Herausgeberin und Kuratorin
- Rudolf Bischof (* 1942), österreichischer katholischer Geistlicher und Generalvikar

### S
- Simone Chapuis-Bischof (1931–2023), Schweizer Redaktorin und Feministin

### T
- Tamara Bischof (* 1963), deutsche Juristin und Politikerin
- Thomas Bischof (* 1959), deutscher Fotograf und Chronografiker
- Tom Bischof (* 2005), deutscher Fußballspieler

### W
- Walter Bischof (1919–1968), deutscher Künstler
- Werner Bischof (1916–1954), Schweizer Fotograf
- Wilhelm Bischof (1901–nach 1948), deutscher Montanwissenschaftler
- Willy Bischof (1945–2019), Schweizer Journalist und Jazzmusiker
- Wolfgang Bischof (* 1960), deutscher Geistlicher, Weihbischof in München und Freising